# Saguinus mystax pileatus
Saguinus mystax pileatus é uma subespécie de Callitrichinae, endêmico da Amazônia brasileira, e foi descoberto primeiramente no rio Tefé. Já foi considerado como subespécie de Saguinus mystax.